# 森特勒利亚 (华盛顿州)
森特勒利亞（Centralia）位於美國華盛頓州劉易斯縣。美國2000年人口普查時人口為14,742人。

## 著名人士
- 德特夫·史倫夫，NBA球員，曾在森特勒利亞高中當過交換學生。

## 外部連結
- Centralia City Hall (Unofficial Website)
- The Centralia City Guide (unofficial website)
- Centralia Downtown Association
- 维基共享资源上的相關多媒體資源：森特勒利亚

46°43′14″N 122°57′40″W / 46.7206°N 122.961°W